# Pedra Badejo
Pedra Badejo è un centro abitato di Capo Verde, situato sull'isola di Santiago.